# جولیانا پاشا
جولیانا پاشا (به انگلیسی: Juliana Pasha) (زاده ۲۰ می ۱۹۸۰) خواننده آلبانیایی است.
او در مسابقه آواز یوروویژن ۲۰۱۰ نماینده آلبانی بود.